# Lat Dior
Latyr Dior, de son nom complet Latyr Dior Ngoné Latyr Diop, est né en 1842 à Keur Amadou Yalla au Sénégal et mort le 26 octobre 1886 lors de la bataille de Dékheulé. Membre de l'ethnie Wolof, il appartient à la noblesse  Damel du royaume du Cayor de 1861 à 1863 puis de 1871 à 1883. Il est généralement considéré comme une figure emblématique de l'histoire du Sénégal. 
Il est l'un des grands opposants à la pénétration coloniale française. Il a infligé au colonisateur plus de pertes que quiconque dans l'espace sénégambien. Pendant vingt-cinq ans, Latyr Dior a résisté avec un sens de la stratégie qui le démarque par rapport à d'autres opposants de son époque. 

Conscient des enjeux pour le royaume du Cayor, Lat Dior a farouchement combattu la mise en place d'une liaison ferroviaire entre Dakar et Saint-Louis et l'implantation de l'arachide. Après une série d'affrontements sanglants face aux troupes de Faidherbe et de Pinet-Laprade, Lat Dior a montré son génie militaire avec plusieurs victoires sur les colons malgré un armement disproportionné. Il a mené un dernier combat sans espoir à Dékhelé et y a perdu la vie le 26 octobre 1886. Lat Dior s'est engagé dans plus d'une vingtaine de batailles en vingt-cinq ans de combats. Il a maintes fois mis les Français en déroute comme à la bataille de Ngol-Ngol, à celle de Mékhé, ou encore à celle de Paoskoto. Faidherbe, qui était alors l'administrateur colonial de la France au Sénégal, en vînt alors à dire de lui :  
« Depuis vingt-cinq ans, Latyr Dior nous avait toujours combattus, soit par les armes, soit par ses agissements. Il nous infligea autrefois un désastre sanglant à N'golgol, où cent trois de nos hommes sur cent quarante restèrent sur le terrain ; en 1869, ses cavaliers détruisirent presque entièrement à Mekhey l’escadron de spahis sénégalais [...] ».Faidherbe, « Le Sénégal, la France dans l’Afrique Occidentale »,page 443

## Biographie

### Origines
Fils de Beur Guett Sakhéwar Sokhna Mbaye Diop et de la Linguère Ngoné Latyr Fall, Lat Dior Ngoné Latyr Diop est né en 1842 à Keur Amadou Yalla, au nord-est du Cayor. 
Au Royaume du Cayor les conditions d'éligibilité du Damel étaient les suivantes :
- Appartenir à un des 3 clans Fall dit seugteuf par filiation paternelle (Fall Thiéyacine, Fall Madior ou Fall Thiendella) 
- Appartenir à l’une des sept familles princières garmi, par filiation utérine, (Wagadou, Mouyoye, Béy, Guélewar, Sognio, Dorobé ou Guédj)
Si Lat Dior Ngoné Latyr Diop remplissait la condition d’être garmi par voie utérine, car de la lignée Guédj, il n'était cependant pas éligible au titre de Damel car il ne portait pas le patronyme de Fall seugteuf.
Quand le Gouverneur Faidherbe a voulu imposer Madiodio Fall, les Diambours du Cayor et sa puissante famille maternelle des Guédj réussirent à l'imposer comme Damel. Lat Dior Ngoné Latyr Diop sera alors le seul Damel à ne pas porter le nom de famille Fall.

### Premiers désaccords avec la France
Tout commence en 1856, alors que le Cayor a pour damel Birima Ngoné Latyr Fall, son demi-frère. Les Européens lui demandent la permission d'installer une ligne télégraphique entre Saint-Louis et Dakar. Il refuse d'abord, mais, compte tenu de la situation du Cayor en proie à la guerre civile, et de la sienne, menacée par les musulmans du Ndiambour exigeant son départ, il accepte finalement, croyant qu'ainsi les Européens l'aideront, lui et sa famille, à conserver le pouvoir. Birima meurt en 1859, avant la signature de l'accord.
Après la mort de Birima, un nouveau damel est élu par le conseil des grands électeurs, Macodou Coumba Yandé Mbarrou. Macodou ayant refusé l'offre que les Européens avaient faite au damel précédent, Louis Faidherbe décide de le chasser. Les Tiédos de Macodou et l'armée de Faidherbe s'affrontent lors de la bataille de Gatty. Faidherbe perd la bataille, mais il revient à la charge un mois plus tard et cette fois le damel Macodou est vaincu à la bataille de Kouré. Guelwar par sa mère, privé du soutien des Sine , Macodou s'enfuit au Saloum, gouverné par un membre de sa famille. Faidherbe exécute l'accord et la jonction entre Saint-Louis et Dakar est réalisée. Il en profite également pour annexer quelques provinces.

### Conflit contre Madiodio et montée en puissance
Madiodio Déguène Codou, soutenu par Faidherbe, est élu par les grands notables du Cayor. Faidherbe et sa suite assistent même à son intronisation, dans la capitale du Cayor, à Mboul. Lat Dior, qui briguait aussi le titre de damel avec son conseiller, est très déçu par le choix des électeurs, car Madiodio est très favorable aux Français. C'est pour ces raisons que Lat Dior décide de commencer la lutte pour se rendre maître du Cayor et renvoyer définitivement les colons français. Lat Dior et son armée dirigée par Demba War Sall, écrasent Madiodio et les Français à la bataille de Coki en 1861. Cependant Madiodio est aussitôt soutenu par le gouverneur Jauréguiberry qui tente de le remettre au pouvoir, mais Madiodio ayant perdu en crédibilité auprès du peuple, Lat Dior en profite pour le chasser définitivement du Cayor.
Après le départ du Damel Madiodio, le Cayor est privé de souverain, il y avait pas un homme du nom de Fall pour remplacer Madiodio. Des membres de la royauté ont alors suggéré qu'on intronise Ngoné Latyr Fall la mère de Lat Dior. Demba War Sall, connu pour avoir été le plus proche collaborateur de Lat Dior, refusa de voir une dame diriger Cayor. C'est à cet instant qu'il se donna corps et âme pour faire élire son neveu, Lat Dior Ngoné Latyr, comme Damel. Demba War Sall intronisa Lat Dior comme Damel du Cayor après l'avoir circoncis et initié alors que celui-ci n'avait que 17 ans.
À partir de là, Lat Dior commence à envoyer des émissaires aux royaumes voisins jusqu'au royaume du Trarza en Mauritanie et les invite à lutter contre la pénétration française. Comme Lat Dior a réussi à établir de bonnes relations avec les royaumes voisins, les colons décident de ne pas trop intervenir, car ils craignent un soulèvement général.
Après s'être absenté, Faidherbe revient au Sénégal et décide de chasser Lat Dior et de rétablir Madiodio sur le trône. Ce dernier, remis au pouvoir, cède à la France les provinces du grand Ndiambour, le Saniokhor et le Mbawar. Lat Dior, ses tiédos et ses partisans, unissent leurs forces en vue d'une guérilla. Le sachant, Madiodio demande l'aide des Français. Le 29 décembre 1863, une expédition composée de 140 soldats français appuyés par plusieurs centaines de partisans de Madiodio, commandée par Madiodio et le capitaine du génie Lorens marche contre Lat Dior. Prévenu, celui-ci lui tend une embuscade à Ngogol et l'anéantit : c'est sa première grande victoire.
Lat Dior tente de nouveau de rallier les royaumes voisins à sa cause en les informant de sa victoire sur les Français à Ngolgol. Faidherbe charge Pinet-Laprade de rétablir la situation en faveur des Français. Lat Dior se rend dans le nord du Cayor, au Ndiambour, pour inciter au combat les musulmans ainsi que les souverains du Trarza en Mauritanie. Pinet-Laprade ruine ses projets d'alliance. Lat Dior envoie sa famille et ses biens au Baol. Pinet-Laprade razzie les villages partisans de Lat Dior.
Les tiédos de Lat Dior et les spahis de Pinet-Laprade se rencontrent à Loro : c'est la bataille de Loro. Mais devant la supériorité numérique et des armes, Lat Dior bat en retraite. C'était le 12 janvier 1864.

### Exil et recherches d'alliances
Après cette victoire française, Madiodio Déguène Codou est remis au pouvoir. Avec lui, les Français annexent le Cayor en 1865. Mais tant que Lat Dior est encore en vie, les Français ne se sentent pas en sécurité au Cayor.
Lat Dior s'exile au Sine où il demande l'asile politique au roi sérère animiste, le Maad a Sinig Coumba Ndoffène Famak Diouf (également connu comme Bour Sine Coumba Ndofféne Famak Diouf), qui accepte de l'aider, mais lui impose de rudes conditions. [réf. nécessaire]
Lat Dior va donc au Saloum, où règne avec le titre d'almamy le marabout Maba Diakhou Bâ, disciple de El Hadji Omar Tall. Celui-ci accepte d'aider Lat Dior dans sa lutte à condition qu'il se convertisse à l'islam. Lat-dior, qui était de religion tieddo ou ceddo, se convertit donc à l'islam sous le nom de Silmakha Diop, mais se met alors à dos une bonne partie de ses tiédos, très attachés à l'animisme. Demba War Sall, le farba kaba, chef des tiédos est destitué de toutes ses fonctions par Lat Dior au profit de son ami Masseck Ndoya, et celui-ci se retourne contre lui pour toujours. Lat-dior rencontrera le fondateur de la confrérie musulmane soufi venu du Baol, Cheikh Amadou Bamba.
Maba Diakhou Bâ fera de Lat Dior le général de son armée, et Lat Dior l'aidera dans ses combats. Ensemble ils marcheront sur le Sine, le Baol et le Djolof. Pinet-Laprade et ses spahis se rendent au Saloum pour rencontrer Maba et Lat Dior : c'est la bataille du Rip, le 30 novembre 1865. Pinet-Laprade perd énormément d'effectifs, mais réussit à les dissuader. Maba Diakhou Bâ est tué (à la bataille de Fandane-Thiouthioune, également connu sous le nom de la bataille de Somb) peu de temps après, en 1867, en allant combattre le Maad a Sinig Coumba Ndoffène Famak Diouf.

### Retour d'exil
Après la mort de Maba, Lat Dior revient au Cayor, où il trouve les maladies, les invasions de sauterelles, la guerre civile, la famine[réf. nécessaire]. Lat Dior en rejette la responsabilité sur les colons et la population voit en Lat Dior un espoir, alors que les colons commencent à être de plus en plus mal vus. Pinet-Laprade cède quelques territoires à Lat Dior pour apaiser la situation, mais celui-ci refuse, car il souhaite récupérer le Cayor tout entier.
Lat Dior, musulman, s'allie avec l'almamy du Fouta-Toro, Cheikhou Amadou, qui est également l'ennemi des Français et qui le rejoint avec son armée à Mekhe au Cayor : c'est la bataille de Mekhé. Les Français sont battus le 3 juillet 1869. Pinet-Laprade meurt du choléra le mois d'août suivant. Lat Dior, commençant à prendre de l'influence, razzie les provinces qui lui sont hostiles, le Saniokhor et le Diander. Avec son armée il se rend à Louga où il rencontre les troupes françaises. Un combat sanglant a lieu et Lat Dior se retire. Les pertes sont nombreuses, malgré cela il réussit à dissuader les colons.
Le 12 janvier 1871 Lat Dior Ngoné Latyr Diop est reconnu par tous comme le damel du Cayor. La France est affaiblie par la guerre avec l'Allemagne et Lat Dior en profite pour annexer le Baol et cumuler les titres de Damel et de Teigne. En 1874, le Toucouleur Cheikhou Amadou attaque le Djolof et prend le titre de Bourba. Il attaque le Cayor, mais Lat Dior entretient désormais de bonnes relations avec la France, en particulier avec le colonel Brière de l'Isle. En janvier 1875, ils combattent ensemble Cheikhou Amadou son ancien allié et l'écrasent. Sur cette même logique le 21 décembre 1876 Lat Dior captura et livra aux colons Sidya Ndate Yalla que voulait d'allié à lui pour lutter la domination coloniale, Lat Dior et les tiédos entretiennent des hostilités. Ceux-ci refusent que le damel Lat Dior transfère la capitale à Keur Amadou Yalla. Finalement, avec la médiation du colonel, la capitale reste à Mboul. En 1879 il destitua Demba Waar et ses frères de leurs fonctions après 26 ans de fidélité et ils ne se sont plus revus jusqu'à sa mort en 1886.

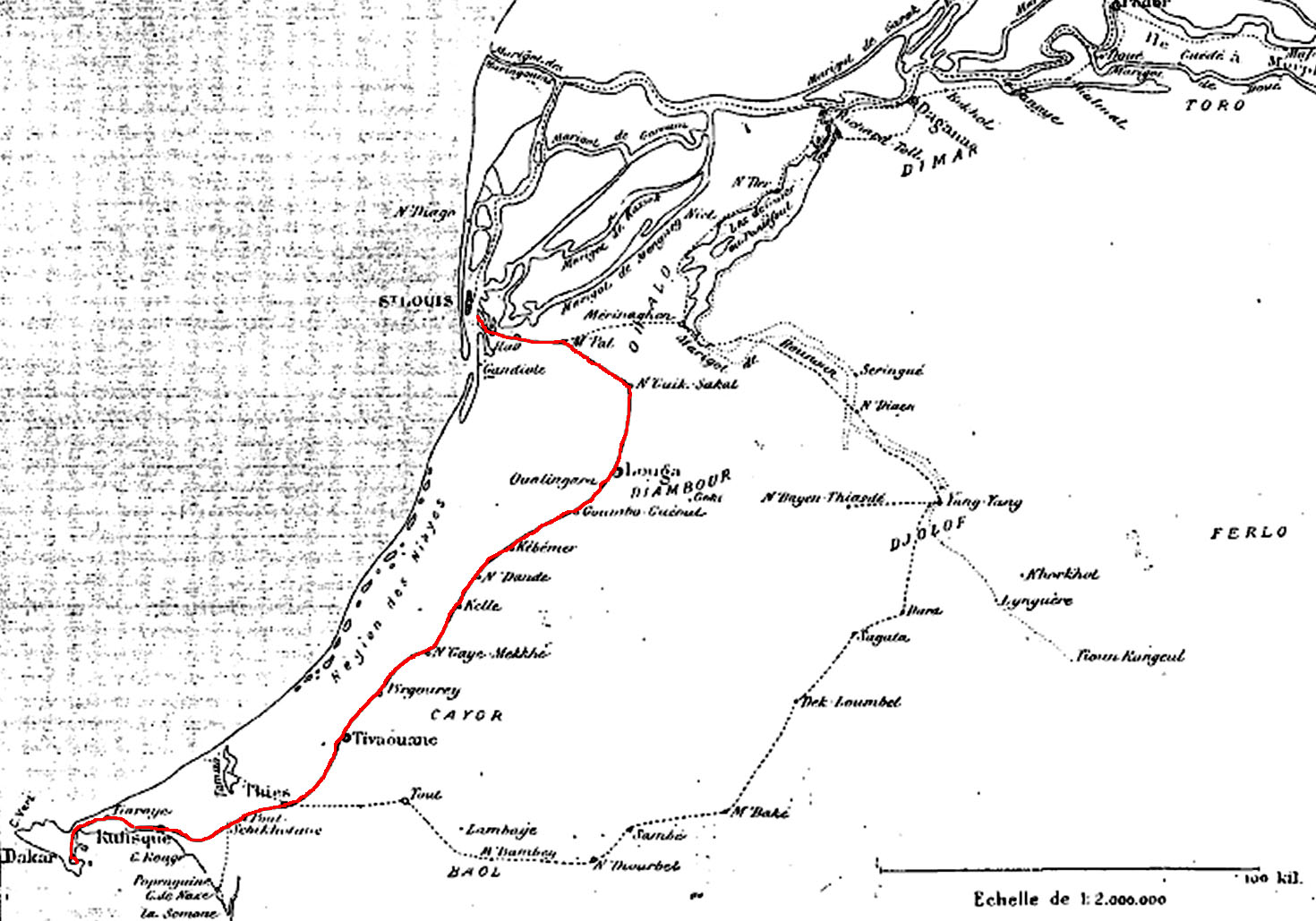
Ligne ferroviaire Dakar-Saint-Louis sur une carte de 1901.

En 1879 Lat Dior signe un contrat avec les Français pour la construction d'une ligne de chemin de fer Dakar-Saint-Louis, mais en 1880 Lat Dior se rend compte que ceci pourrait affaiblir son autorité. Il déclarera la guerre aux Français après leur alliance. Il refuse également l'implantation de la culture de l'arachide, car il estime que cela donnerait aux Français de nouvelles chances d'imposer leur domination et de rester au Sénégal. En 1882, Lat Dior, toujours damel du Cayor indépendant, est soutenu par un membre de la famille royale, Samba Laobé Fall. Ensemble ils déplacent les populations des zones où le tracé de la voie a été effectué. Lat Dior recherche à nouveau l'aide du Djolof, du Fouta et du Trarza, mais le général Serviatus envoie une colonne contre lui. Lat Dior se réfugie au Baol.

### Nouvel exil et mort au combat
Au Cayor un nouveau damel, Samba Yaya Fall, est intronisé avec le soutien de la France sous le nom de Amaryi Ngoné Fall II. Favorable aux colons, ce damel signera pour la ligne de chemin de fer. Lat Dior et son neveu Samba Laobé Fall entreprennent la guérilla au Cayor, mais sont vaincus par le général Dodds en mai 1883. Le damel Samba Yaya Fall (Amary Ngoné Fall II) est déchu du pouvoir et il est remplacé par Samba Laobé Fall. Ce dernier signa un traité qui bannit Lat Dior du Cayor à jamais et ainsi d'autre rois comme le teigne du Baol Thieyacine Gallo Gana, Alboury Ndiaye Bourba Djollof signèrent le même traité à savoir exclure Lat Dior de leurs royaumes. La ligne ferroviaire est inaugurée en juillet 1885.
Au Djolof Alboury Ndiaye est roi. Il soutient Lat Dior en cachette lui qui est son cousin. Alboury lutte également contre la pénétration française. Il entre en conflit avec Samba Laobé Fall, damel du Cayor. La France aide le damel et les deux parties se rencontrent. Samba Laobé Fall est battu le 6 juin 1886. Alboury tente d'envahir le Cayor, mais finalement Samba Laobé Fall propose à Alboury une importante somme d'argent pour les dommages de guerre. Samba Laobé Fall part à Tivaouane, où il demande aux riches commerçants français une aide financière, mais les esprits s'échauffent et Samba Laobé Fall est tué le 6 octobre 1886. Comme il n'y a plus de damel au Cayor, la France impose donc son protectorat. Le Cayor est divisé en six provinces, et Demba War Sall est appelé à la présidence des provinces, ainsi que ses frères.
Le 27 octobre 1886 Lat Dior Ngoné Latyr Diop et son armée se rendent à Dékhélé pour combattre les colons français. Quoique brève, la bataille est sanglante, très impressionnante et également tragique, d'une rare violence d'après les récits des colons. Lat Dior est tué vers 11 heures, avec deux de ses fils et bon nombre de ses partisans. Au cours de la bataille, Dembar War Sall, son ancien chef d'État-Major, ramassa son corps pour l'enterrer dans un endroit secret pour empêcher les français de couper sa tête en guise de trophée.

## Postérité
Émis en 1981 et en 1986 (à l'occasion du centenaire de sa mort), deux timbres sénégalais célèbrent la mémoire de Lat Dior.
En 1982, l'artiste fondeur Issa Diop a réalisé une statue en bronze de Lat Dior monté sur son cheval Malaw. D'une hauteur de 3,5 mètres, elle a été érigée à Dakar, à l'entrée principale du CICES (Centre international du commerce extérieur du Sénégal).
Le stade Lat-Dior à Thiès porte son nom, ainsi que le nouveau Palais de Justice de Dakar.

#### Essais
- (en) Donal B. Cruise O'Brien, « Warlord, saint and knight », dans Saints and politicians: Essays in the organisation of a Senegalese peasant society, Cambridge University Press, Londres, 1975, 213 p.  (ISBN 0521205727) (la première partie de l'essai « Warlord, saint and knight » est consacrée à Lat Dior)
- Marie Casanova, Lat Dior : le dernier souverain du Cayor, ABC : Nouvelles éditions africaines, 1976 ?
- Amadou-Bamba Diop, « Lat Dyor et le problème musulman », dans Bulletin de l'IFAN, série B, tome XXVIII, no 1-2, janvier-avril 1966, p. 493-539
- Bamba M’Bakhane Diop,  Lat-Dior et l’islam ; suivi de la Doctrine sociale de Mouhamadou Bamba, Les Arts graphiques, Bruxelles, vers 1972, 111 p.
- Denys Ferrando-Durfort, Lat Dior : le résistant, Chiron, Paris, 1989, 45 p.  (ISBN 2-7027-0403-4)
- G. Ganier, « Lat Dyor et le chemin de fer de l'arachide, 1876-1886 », dans Bulletin de l'IFAN, série B, tome XXVII, no 1-2, janvier-avril 1965, p. 223-281 (avec une carte)
- Vincent Monteil, « Lat-Dior, damel du Kayor (1842-1886) et l'islamisation des Wolofs », in Archives de sociologie des religions, no 16, 1963, p. 77-104, [lire en ligne].
- Mamadou Seyni M'bengue, Le procès de Lat Dior, D.A.E.C., 1970
- Tidiane N'Diaye, Mémoire d'errance, Editions A3, Paris, 1998, p. ?[réf. nécessaire]  (ISBN 2-84436-000-9)
- Cheikh Tidiane Sy, « Lat Dior et l’islam », dans La confrérie sénégalaise des mourides : un essai sur l'Islam au Sénégal, Présence Africaine, Paris, 1969, p. 92 et suiv.
- Birahim Thiam, Jakaarloo : bataille de résistance et stratégie militaire de Lat Dior Ngoné Latir Diop, éditeur ?, Dakar, 2009, 120 p.
- Guy Thilmans, « Lat Dior, Cheikh Saad Bou et le chemin de fer », Saint-Louis-Lille-Liège, no 1, 1992

#### Fiction
- Thierno Bâ, Lat-Dior - Le chemin de l'honneur, drame historique en huit tableaux, Dakar, Impr. Diop, 1970, 100 p.
- Amadou Cissé Dia, Les Derniers jours de Lat Dior suivi de La mort du Damel, Présence Africaine, Paris, 1965?, 92 p.  (ISBN 2708703617)